# دریاچه جورج (نیویورک)
دریاچه جورج با لقب ملکه دریاچه‌های آمریکایک دریاچه الیگوتروفیک طولانی و باریک واقع در پایه جنوب شرقی کوه‌های آدیرونداک، در بخش شمال شرقی ایالت نیویورک است. این دریاچه در بخش بالایی دره بزرگ آپالاچی قرار دارد و تمام راه را به سمت شمال به دریاچه چمپلین و حوضه آبریز رودخانه سن لورنس تخلیه می‌کند. دریاچه در مسیر تاریخی طبیعی (آمریندیان) بین دره‌های هادسون و سن لورنس قرار دارد و در نتیجه در مسیر مستقیم زمینی بین آلبانی، نیویورک و مونترآل، کبک، کانادا، واقع شده است. دریاچه حدود ۳۲٫۲ مایل (۵۱٫۸ کیلومتر) در محور شمال-جنوب امتداد دارد، دارای عمق ۱۸۷ فوت (۵۷ متر) است، و عرض آن بین یک تا سه مایل (۱٫۶ تا ۴٫۸ کیلومتر) است که مانعی بزرگ برای سفر شرق-غرب ایجاد می‌کند. اگرچه جمعیت سالیانه منطقه دریاچه جورج نسبتاً کوچک است، جمعیت تابستانی می‌تواند به بیش از ۵۰٬۰۰۰ نفر برسد، بسیاری در منطقه روستای دریاچه جورج در بخش جنوبی دریاچه.